# Мерсенн (лунный кратер)
Кратер Мерсенн (лат. Mersenius) — большой древний ударный кратер в области западного побережья Моря Влажности на видимой стороне Луны. Название присвоено в честь французского математика, физика, философа и богослова, теоретика музыки Марена Мерсенна (1588—1648); утверждено Международным астрономическим союзом в 1935 г. Образование кратера относится к нектарскому периоду.

## Описание кратера

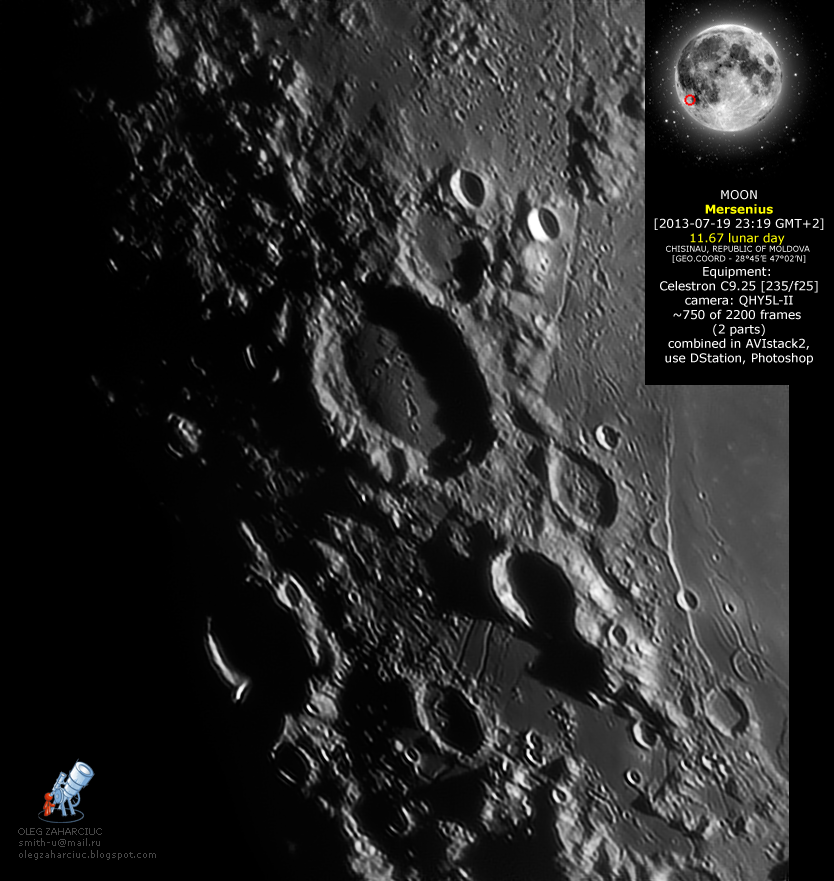
Окрестности кратера Мерсенн. Снимок Олега Захарчука.

Ближайшими соседями кратера являются кратер Дзупи на северо-западе; кратер Гассенди на северо-востоке; кратер Либих на юге-юго-востоке; кратер Де Гаспарис на юге-юго-западе и кратер Кавендиш на юго-западе. На востоке-северо-востоке от кратера Мерсенн находятся борозды Мерсенна; на юго-востоке уступ Либиха; на юге борозды Де Гаспариса. Селенографические координаты центра кратера 21°29′ ю. ш. 49°20′ з. д. / 21,49° ю. ш. 49,34° з. д., диаметр 84,5 км, глубина 2860 м.
Кратер Мерсенн имеет полигональную форму и значительно разрушен за длительное время своего существования. Вал сглажен, особенно в северной части, юго-западную часть вала перекрывает сателлитный кратер Мерсенн H (см. ниже), западная часть рассечена тремя параллельными долинами. Высота вала в восточной части достигает 2100 м над дном чаши. Внутренний склон сохранил остатки террасовидной структуры. Объем кратера составляет приблизительно 6600 км³. Дно чаши кратера затоплено и выровнено базальтовой лавой, дальнейшее поднятие лавы под поверхностью привело к поднятию центра чаши приблизительно на 450 м по сравнению с подножием внутреннего склона и образованию сети борозд по всей площади. С юга-юго-запад на север-северо-восток чашу пересекает цепочка кратеров.
Кратер имеет яркость 9° по таблице яркостей Шрётера

## Сечение кратера
На приведенном графике представлено сечение кратера в различных направлениях, масштаб по оси ординат указан в футах, масштаб в метрах указан в верхней правой части иллюстрации.

## Кратковременные лунные явления
В кратере Мерсенн наблюдались кратковременные лунные явления (КЛЯ) в виде помутнения.

## Сателлитные кратеры
| Мерсенн | Координаты                                            | Диаметр, км |
| ------- | ----------------------------------------------------- | ----------- |
| B       | 21°04′ ю. ш. 51°41′ з. д. / 21,07° ю. ш. 51,68° з. д. | 13,3        |
| C       | 19°46′ ю. ш. 45°59′ з. д. / 19,76° ю. ш. 45,99° з. д. | 13,6        |
| D       | 23°10′ ю. ш. 46°50′ з. д. / 23,16° ю. ш. 46,84° з. д. | 31          |
| E       | 22°31′ ю. ш. 46°08′ з. д. / 22,51° ю. ш. 46,13° з. д. | 9,5         |
| H       | 22°32′ ю. ш. 50°01′ з. д. / 22,53° ю. ш. 50,02° з. д. | 15,3        |
| J       | 20°59′ ю. ш. 52°55′ з. д. / 20,99° ю. ш. 52,92° з. д. | 6,0         |
| K       | 21°15′ ю. ш. 50°56′ з. д. / 21,25° ю. ш. 50,94° з. д. | 4,5         |
| L       | 19°56′ ю. ш. 48°25′ з. д. / 19,94° ю. ш. 48,41° з. д. | 3,7         |
| M       | 21°20′ ю. ш. 48°34′ з. д. / 21,34° ю. ш. 48,56° з. д. | 5,3         |
| N       | 22°08′ ю. ш. 49°25′ з. д. / 22,13° ю. ш. 49,41° з. д. | 3,1         |
| P       | 20°01′ ю. ш. 47°52′ з. д. / 20,02° ю. ш. 47,87° з. д. | 39,4        |
| R       | 19°24′ ю. ш. 47°41′ з. д. / 19,4° ю. ш. 47,68° з. д.  | 5,2         |
| S       | 19°13′ ю. ш. 47°04′ з. д. / 19,22° ю. ш. 47,06° з. д. | 15,6        |
| U       | 23°01′ ю. ш. 50°07′ з. д. / 23,01° ю. ш. 50,12° з. д. | 4,7         |
| V       | 22°56′ ю. ш. 50°40′ з. д. / 22,93° ю. ш. 50,67° з. д. | 4,2         |
| W       | 23°03′ ю. ш. 50°58′ з. д. / 23,05° ю. ш. 50,96° з. д. | 4,7         |
| X       | 22°27′ ю. ш. 48°01′ з. д. / 22,45° ю. ш. 48,01° з. д. | 4,5         |
| Y       | 22°41′ ю. ш. 48°19′ з. д. / 22,68° ю. ш. 48,31° з. д. | 4,0         |
| Z       | 21°02′ ю. ш. 50°45′ з. д. / 21,04° ю. ш. 50,75° з. д. | 3,7         |

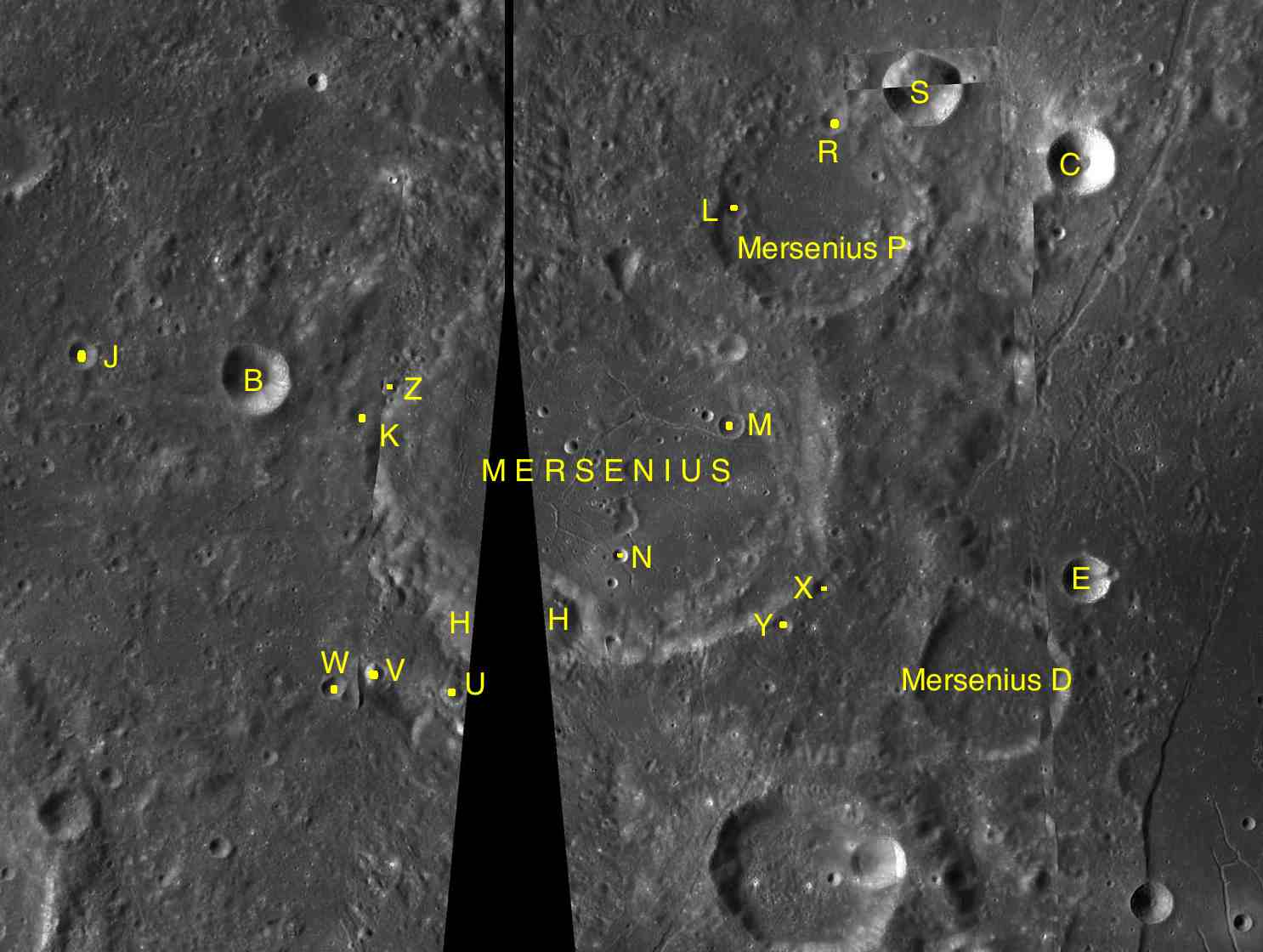
Фрагменты карт LAC-92, LAC-93.

- Сателлитный кратер Мерсенн M является концентрическим кратером.

- Сателлитные кратеры Мерсенн C и Мерсенн S включен в список кратеров с яркой системой лучей Ассоциации лунной и планетарной астрономии (ALPO)[7].

- Сателлитный кратер Мерсенн S включен в список кратеров с темными радиальными полосами на внутреннем склоне Ассоциации лунной и планетарной астрономии (ALPO)[8].

- Образование сателлитных кратеров Мерсенн D и P относится к нектарскому периоду[1].

## См.также
- Список кратеров на Луне
- Лунный кратер
- Морфологический каталог кратеров Луны
- Планетная номенклатура
- Селенография
- Минералогия Луны
- Геология Луны
- Поздняя тяжёлая бомбардировка